# Sphyraena obtusata
Sphyraena obtusata är en fiskart som beskrevs av Cuvier 1829. Sphyraena obtusata ingår i släktet Sphyraena och familjen Sphyraenidae. Inga underarter finns listade i Catalogue of Life.